# Tihanyi-Tóth Csaba
Tihanyi-Tóth Csaba (Budapest, 1968. május 9.) magyar színész, énekes.

## Élete
1986–1988 között a Nemzeti Stúdió munkatársa volt. Játszott a Nemzeti Színházban, Békéscsabán (1988-1993), az Evangélium Színházban, a József Attila Színházban, az Újpesti Színházban, majd Bécsben és Salzburgban lépett fel. 1993-tól a Honvéd Kamara Színház tagja. 1993–1997 között szabadúszó volt. 1998 elején saját társulatot alapított Tihanyi Vándorszínpad néven, amivel világszerte operettet énekel feleségével, Bognár Ritával, több CD-jük is megjelent. Édesapja és húga ugyancsak színészek.
Televíziós sorozatokban is szerepelt, ő alakította 23 éven át a Barátok közt Novák Lászlóját, és két epizód erejéig játszott a Kisváros című sorozatban is. A sorozatban játszott édesapjával, feleségével, és kisfiával is.

## Színházi szerepei

### Békéscsaba
- Cervantes Saavedra: La Mancha lovagja - Gitáros
- Csetényi Anikó: A piros esernyő -
- Bakonyi Károly: Mágnás Miska -
- Horváth Péter: A padlás - Rádiós
- Békeffi István: A régi nyár -
- Száraz György: A nagyszerű halál – Koljaverszkij
- Müller Péter: Doctor Herz - Becker
- Szilágyi László: Csókos asszony -
- Baum: Óz, a nagy varázsló -
- Ebb-Fosse: Chicago -
- Vörösmarty Mihály: Csongor és Tünde – Berreh ördög
- Kesey: Kakukkfészek - Ruckly
- Leroux: Az Operaház fantomja -
- Leonard Bernstein: West Side Story – Tony; A-Rab
- Dariday Róbert: Csizmás kandúr – István; Varázsló
- Masteroff: Kabaré -
- Agatha Christie: Eszményi gyilkos – John
- Móricz Zsigmond: Légy jó mindhalálig – Török János
- Grimm: Piroska és a farkas - Ferkó
- Anouilh: Colombe (Erkölcsös szerelem) – Armand

### Újpesti Színház
- Hunyady Sándor: A három sárkány – ifj. Csahoy

### Evangélium Színház
- Wilder: Hajszál híján - Sürgönyhordó
- Tamási Áron: Vitéz lélek – Kristóf

### Honvéd Kamaraszínház
- Letraz: Szerencsemalac - Marcel
- Csukás István: Süsü, a sárkány – A jó királyfi

### Pécsi Nemzeti Színház
- Szirmai Albert: Mágnás Miska – Baracs
- Fényes Szabolcs: Rigó Jancsi – Albert király

### Merlin Színház
- Csemer Géza: Czinka Panna – ifj./Id. Lányi János